# イグアナ亜科
イグアナ亜科（イグアナあか、学名: Iguaninae）は、爬虫綱有鱗目イグアナ下目イグアナ科に属する亜科。近年は独立科イグアナ科 (イグアナか、学名: Iguanidae) とすることが多い。

## 分布
アメリカ合衆国からパラグアイにかけてのアメリカ大陸および、ガラパゴス諸島、カリブ諸島、フィジー諸島。
島嶼に住む属は次のとおり。
- ガラパゴス諸島 - ウミイグアナ属、オカイグアナ属
- カリブ諸島 - グリーンイグアナ属、イワイグアナ属
- フィジー諸島 - フィジーイグアナ属

## 生息域
属により異なる。海生のものがいるのが特徴。
- 地上 - サバクイグアナ属、イワイグアナ属
- 岩地 - チャクワラ属、トゲオイグアナ属、オカイグアナ属
- 樹上 - グリーンイグアナ属、フィジーイグアナ属
- 海生 - ウミイグアナ属

## 特徴
全長は、Dipsosaurus 属の20cm前後から、ウミイグアナの150cm前後（最大で200cm近く）まで。トカゲ亜目の中でも大型である。
子供は虫や小動物を食べるが、生体は果実や草など（ウミイグアナは海草）の植物食。
卵生。他のイグアナ下目には卵胎生のものもいる。

## 利用
メキシコを中心に食用とされており、主に樹上性の大型種が好まれる。グリーンイグアナは養殖もされている。
ペットとして好まれ、特にグリーンイグアナは人気が高い。

## 分類
分類・和名は中井(2024)を参考。
- ウミイグアナ属 Amblyrhynchus 1種
  - ウミイグアナ Amblyrhynchus cristatus Marine iguana
- フィジーイグアナ属 Brachylophus 4種
- ヒマダラトゲオイグアナ属 Cachryx 2種
  - カンペチェトゲオイグアナ Cachryx alfredschmidti Campeche spiny-tailed iguana
  - ユカタントゲオイグアナ Cachryx defensor Yucatán spiny-tailed iguana
- リクイグアナ属 (オカイグアナ属) Conolophus 3種
  - ガラパゴスリクイグアナ Conolophus subcristatus Galapagos land iguana
  - イザベラリクイグアナ (ピンクイグアナ) Conolophus marthae Galápagos pink land iguana
  - サンタフェリクイグアナ Conolophus pallidus Santa Fe land iguana
- トゲオイグアナ属 Ctenosaura 15種
- ツチイグアナ属（イワイグアナ属） Cyclura 10種
- サバクイグアナ属 Dipsosaurus
  - サンタカタリナサバクイグアナ Dipsosaurus catalinensis Catalina desert iguana
  - サバクイグアナ Dipsosaurus dorsalis Desert iguana
- グリーンイグアナ属（イグアナ属） Iguana 2種
- チャクワラ属 Sauromalus 5種
- Armandisaurus （絶滅）
- Lapitiguana （絶滅）
- Pumila （絶滅）

## 画像

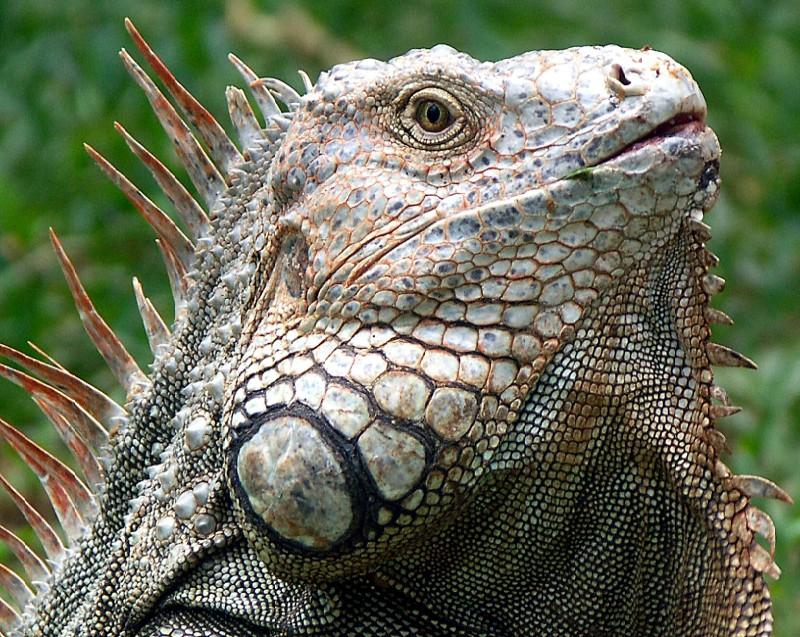
グリーンイグアナの頭部
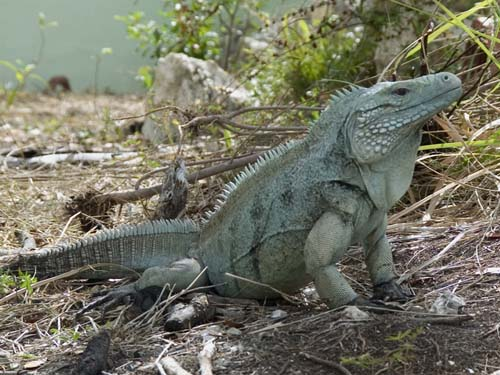
ブルーイグアナ (Cyclura lewisi)
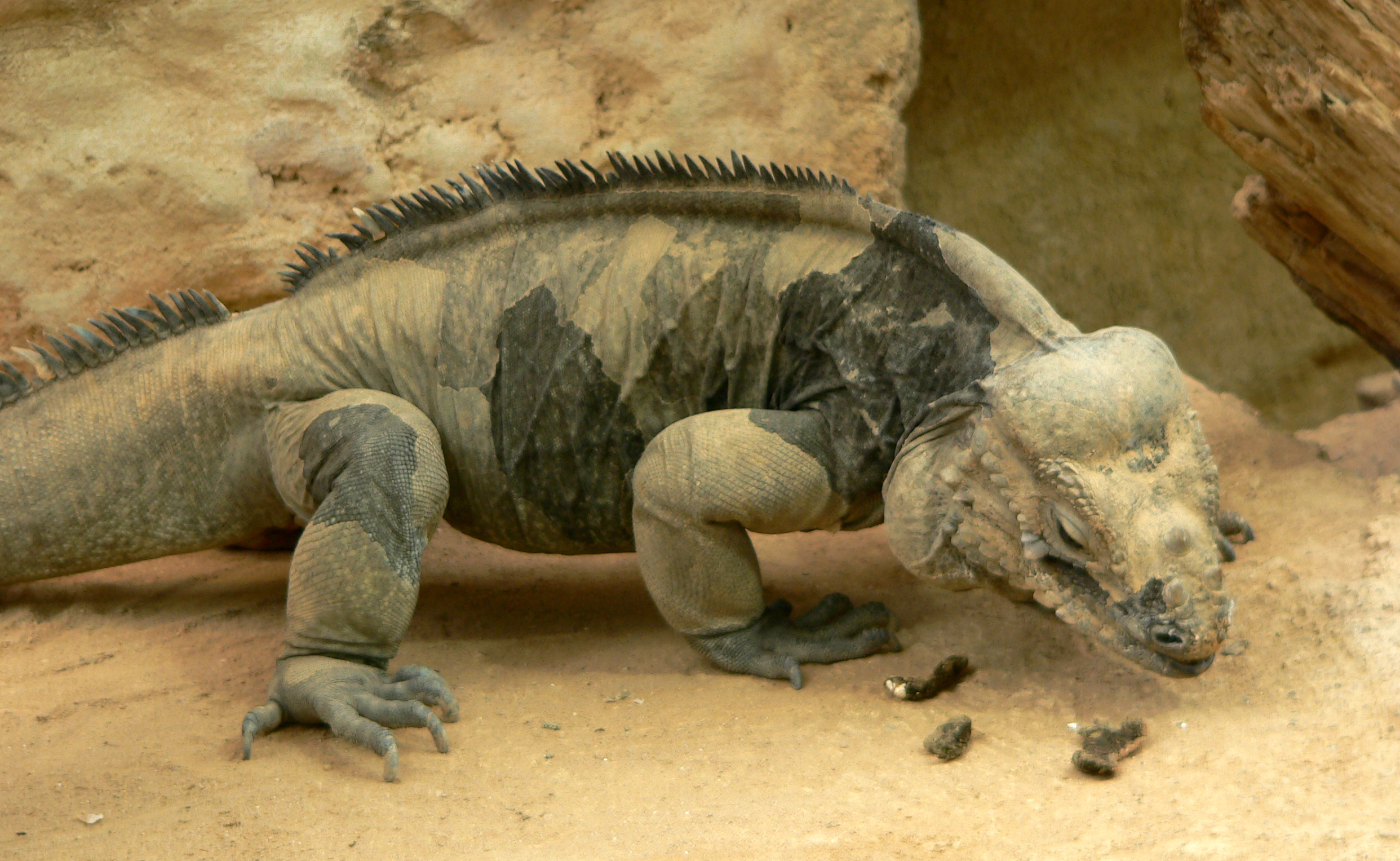
サイイグアナ (Cyclura cornuta)
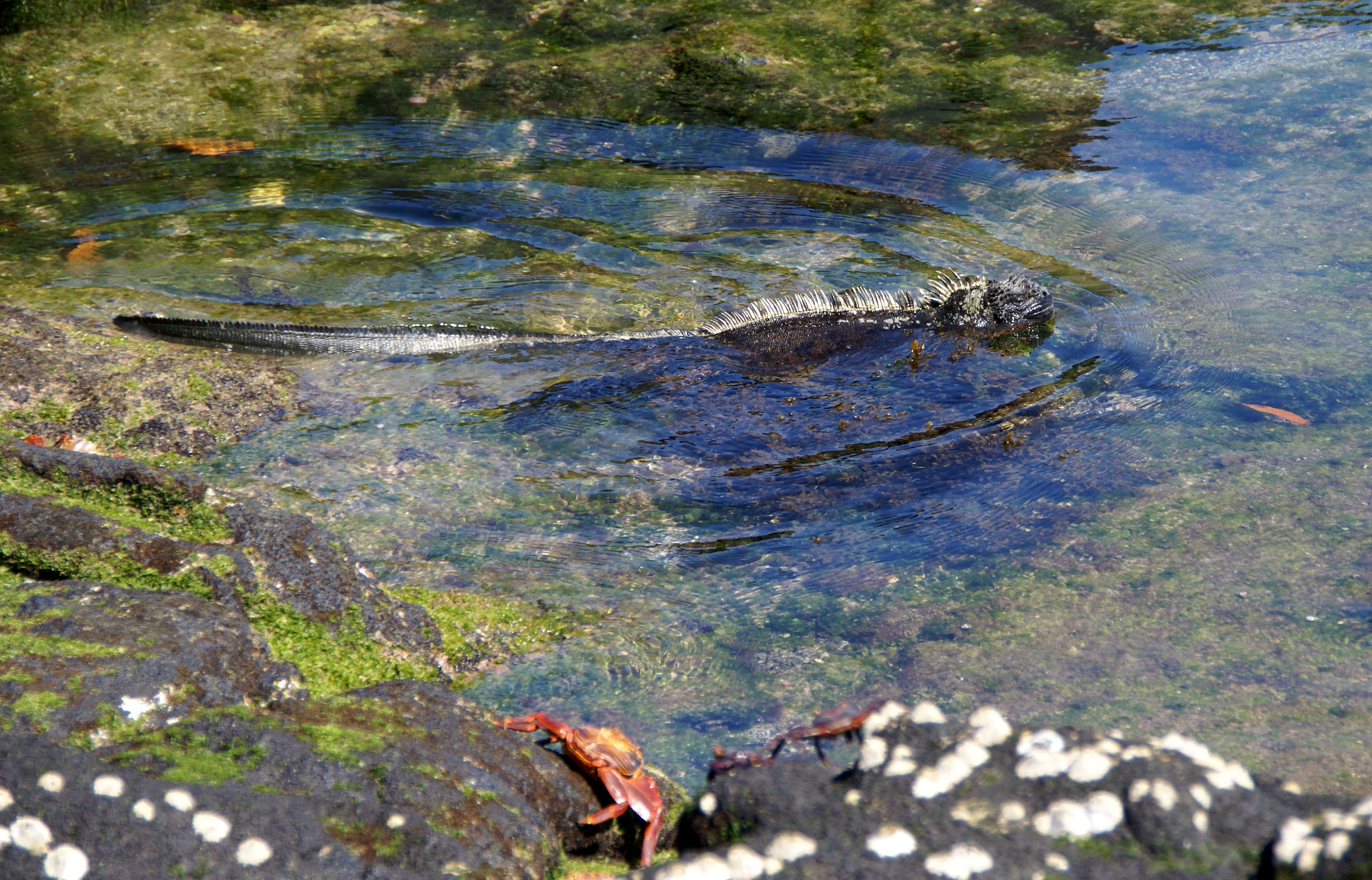
ウミイグアナ (Amblyrhynchus cristatus)
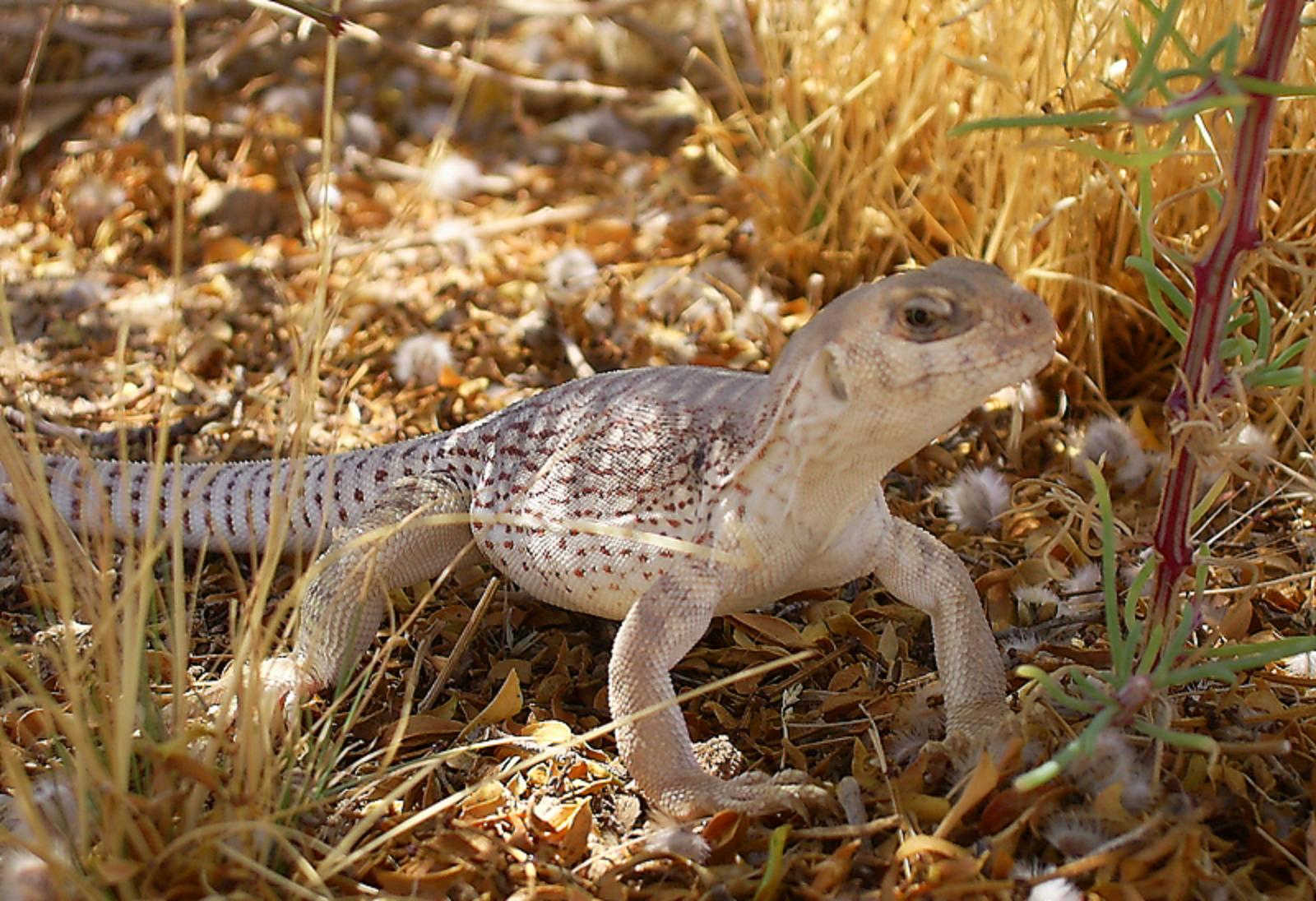
サバクイグアナ (Dipsosaurus dorsalis)
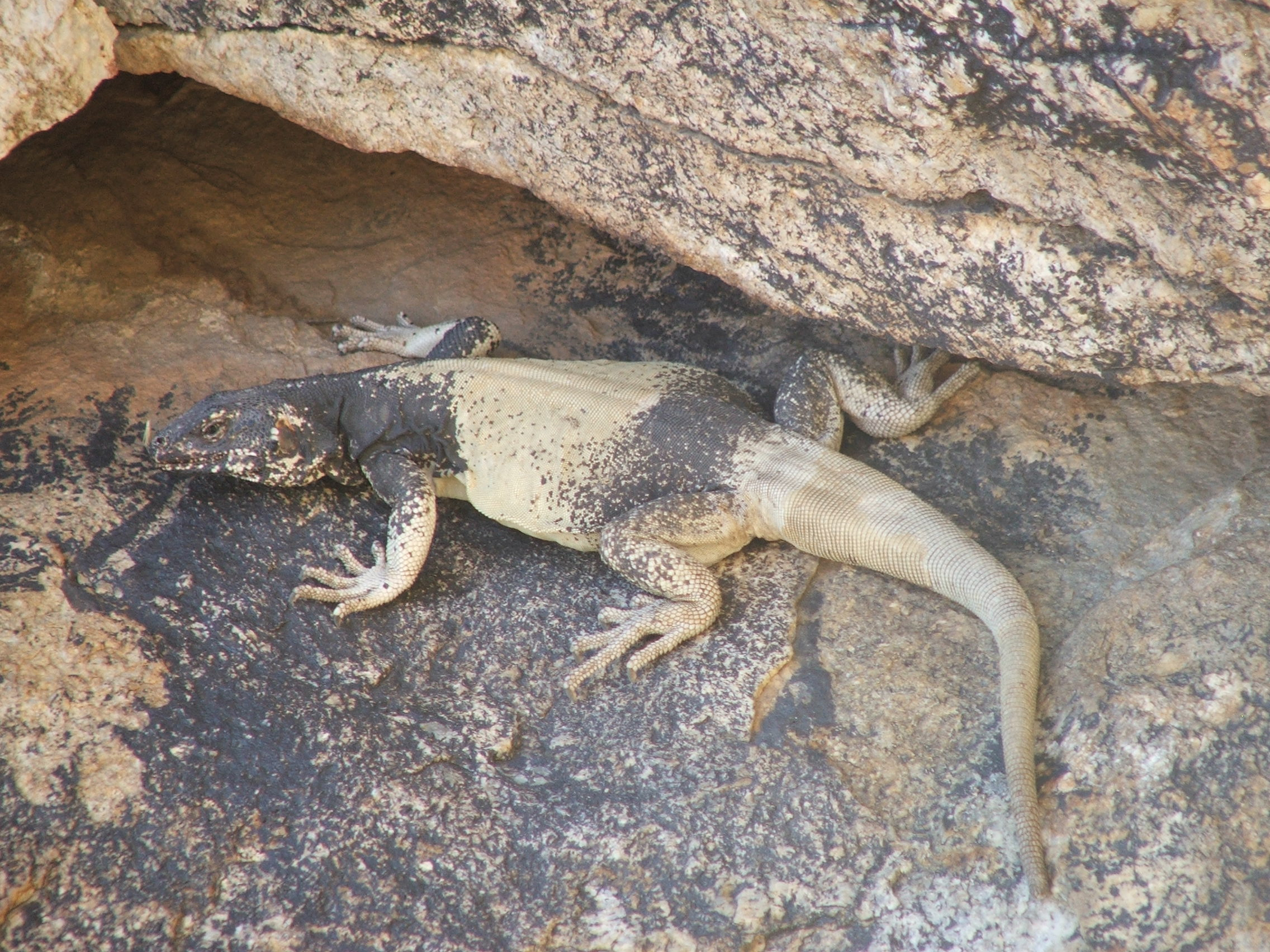
キタチャクワラ (Sauromalus ater)
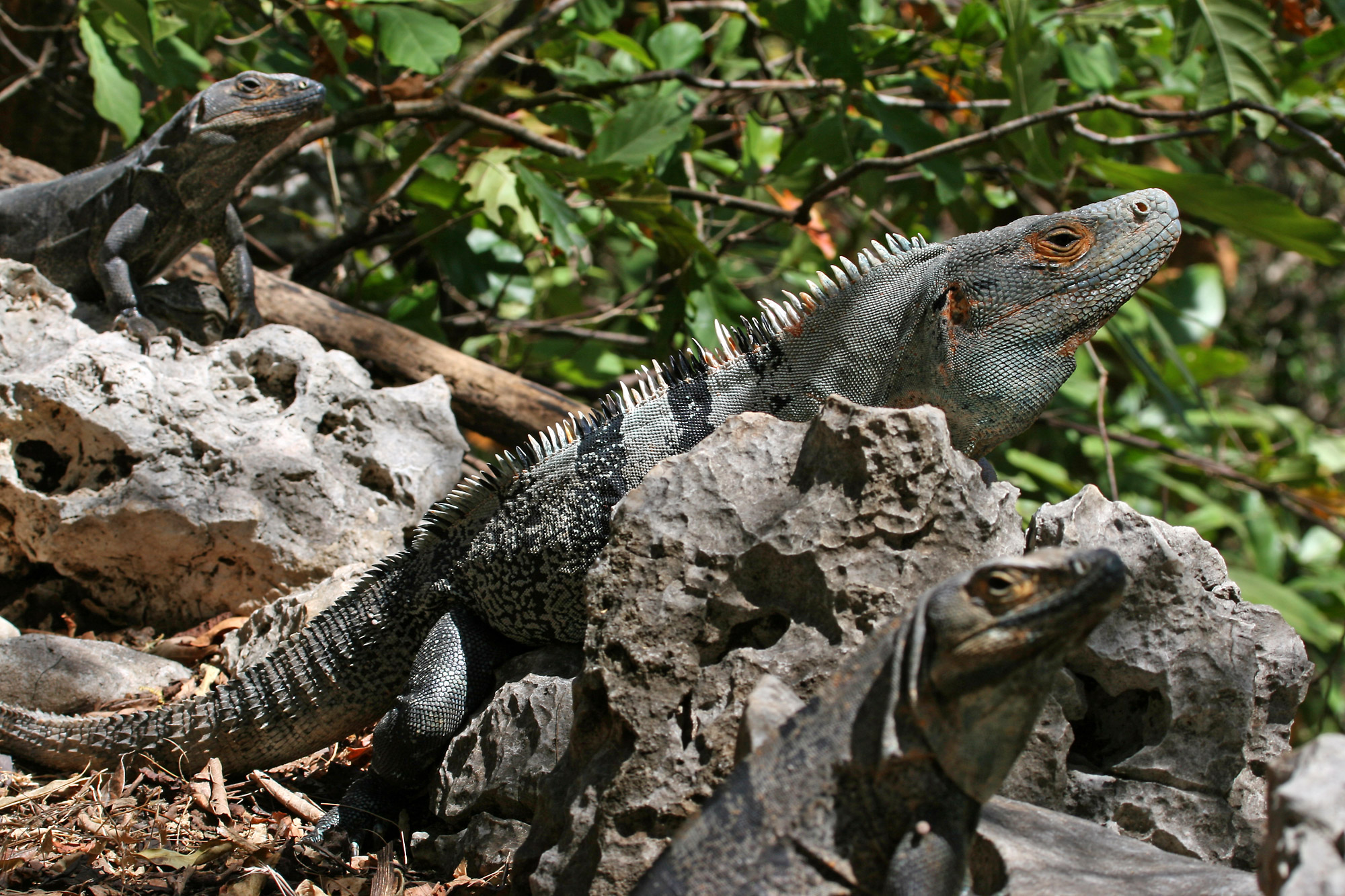
ツナギトゲオイグアナ (Ctenosaura similis)
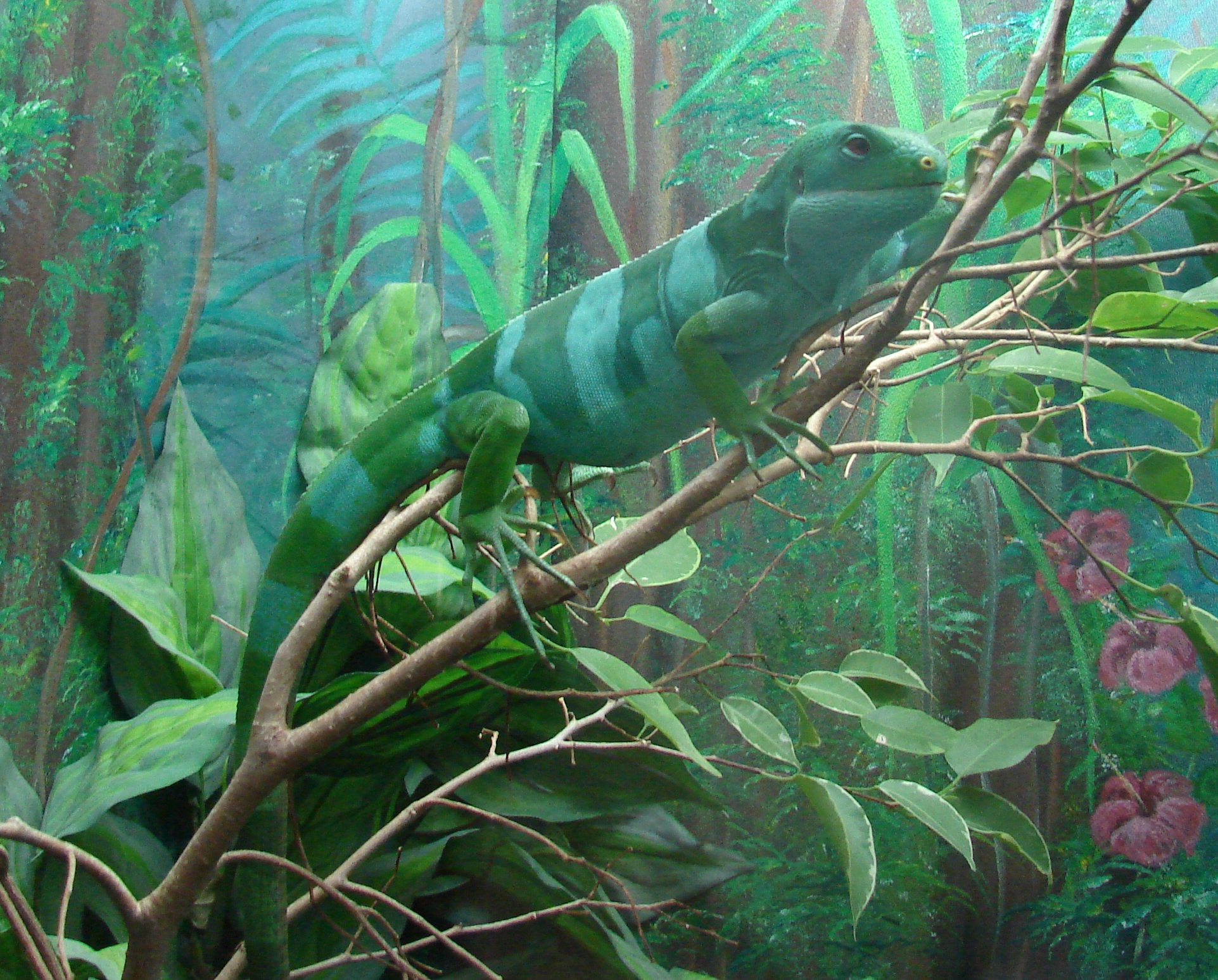
フィジーイグアナ (Brachylophus fasciatus)